# Fuerte Jesús
El Fuerte Jesús es un fuerte Hispano-Portugués ubicado en Mombasa (Kenia), el cual fue construido desde 1593 al 1596 por orden del rey Felipe II de España (I de Portugal), situado en la isla de Mombasa para proteger el antiguo puerto. Fue construido en la forma de un hombre (visto desde el aire), y se le dio el nombre de Jesús.

## Historia
Entre 1631 y 1875 el fuerte fue ganado y perdido en nueve ocasiones por las naciones disputando el control de Mombasa. Fue declarado monumento histórico en 1958. Hoy en día alberga un museo.
La fortaleza fue diseñada por un arquitecto italiano, Giovanni Battista Cairatti, quien fue el arquitecto jefe de las posesiones portuguesas en Oriente. Fue el primer fuerte de estilo europeo construido fuera de Europa, diseñado para resistir el fuego de los cañones. Hoy en día, es uno de los mejores ejemplos de la arquitectura militar portuguesa del siglo XVI, que ha influido tanto en los árabes de Omán como en los británicos.
La fortaleza se convirtió rápidamente en una posesión vital para cualquier potencia con la intención de controlar la isla de Mombasa o los alrededores. Cuando los británicos colonizaron Kenia el fuerte se utilizó como prisión, hasta 1958, cuando se convirtió en un monumento histórico. James Kirkman fue asignado para excavar el monumento, lo que hizo (con un amplio uso de los documentos históricos externos) desde 1958 hasta 1971.
Fuerte Jesús es ahora un destino popular para los turistas extranjeros y locales. Además de como un destino turístico, la fortaleza es importante como sede de numerosos programas de investigación. Tiene un laboratorio de conservación y alberga el Departamento de Educación y la Oficina de Conservación de la Ciudad Vieja.
En 2011, el fuerte fue incluido en la lista del Patrimonio de la Humanidad por la UNESCO.